# بلقاء حرشفية اللحاء
بلقاء حرشفية اللحاء (الاسم العلمي:Melaleuca squamophloia) هو نوع من النباتات يتبع جنس البلقاء من فصيلة الآسية.